# RIPE Atlas
RIPE Atlas este o platformă globală și deschisă de măsurători distribuite în Internet, formată din mii de dispozitive care măsoară conexiunea la Internet în timp real.

## Istoric
RIPE Atlas a fost înființată în anul 2010 de către RIPE NCC. În iunie 2015 aceasta era compusă din aproape 9.000 de sonde și 150 de ancore în întreaga lume.

## Detalii tehnice
- Tipuri de măsurători: Echipamentele (sonde și ancore) efectuează măsurători traceroute IPv4 și IPv6, ping, DNS, NTP și alte măsurători.
- Tipuri de dispozitive:
  - Versiunile 1 și 2 de sondă: Lantronix XPort Pro [1]
  - Versiunea 3 de sondă: router wireless TP-Link modificat (modelul TL-D 3020)[2]
  - Ancoră RIPE: Soekris Net6501-70 în carcasă de rack 19-inch de înălțime 1U, cu SSD suplimentar
- Arhitectura de back-end a fost descrisă în detaliu în ediția din septembrie 2015  a Internet Protocol Journal.[3]

## Comunitate
Oricine poate fi voluntar pentru a găzdui o sondă RIPE Atlas. Sondele sunt gratuite, necesită întreținere redusă și poate fi conectată acasă în spatele unui router sau într-un centru de date.
Organizațiile care doresc mai multe măsurători RIPE Atlas care să vizeze rețeaua lor, pot găzdui o ancoră RIPE Atlas.
Instrumentele pentru vizualizarea și analizarea măsurătorilor RIPE Atlas sunt utilizate de către operatorii de rețele pentru depanarea și monitorizarea acestora.
Instrumentele software open source scrise de utilizatorii RIPE Atlas, sunt disponibile pe GitHub.
Câteva sute de persoane susțin proiectul RIPE Atlas în calitate de ambasadori, prin promovarea platformei și distribuirea de sonde. Există de asemenea organizații care sprijină RIPE Atlas în calitate de sponsori.
Mai multe hackerspații au instalat sonde RIPE Atlas și au propriul lor proiect referitor la afișarea prezenței sondelor.

## Lucrări de cercetare
Toate datele colectate de RIPE Atlas sunt deschise și puse la dispoziția în mod public pentru utilizatori și comunitatea Internetului.
O selecție de lucrări publicate folosind date RIPE Atlas:
- Dynamic Traceroute Visualization at Multiple Abstraction Levels[10]
- Network Interference Detection [11]
- Internet Performance Measurement Platforms [12]
- Visualization and Monitoring for the Identification and Analysis of DNS Issues[13]
- Investigating Interdomain Routing Policies [14]
- Mapping Peering Interconnections [15]
- Generating Function For Network Delay [16]
- Lessons Learned From Using the RIPE Atlas Platform for Measurement Research [17]
- Quantifying Interference between Measurements on the RIPE Atlas Platform [18]

## Proiecte similare
- PlanetLab
- M-Lab
- PerfSONAR